# Disgenesia gonadal XY
Disgenesia gonadal XY completa ou 46,XY pura, síndrome da fêmea XY ou síndrome de Swyer é uma variação genética do desenvolvimento sexual que faz pessoas atribuídas como do sexo feminino ao nascer possuírem cariótipo 46,XY e hipogonadismo. As genitálias são constituídos por vagina, útero e trompas de Falópio intactas, mas as gônadas embrionárias se degeneram e deixam apenas tecido fibroso e estroma ovariano. Afeta entre 1 e 2 em cada 100.000 nascidos vivos.
Não confundir com síndrome de Swyer-James, uma manifestação pós bronquiolite obliterante infecciosa.

## Causa
Diversas alterações genéticas diferentes podem causar síndrome de Swyer. Esta condição pode ser herdada por via autossômica dominante, autossômica recessiva, ligada ao X ou ligada ao Y. É possível que ocorra por deleção, mutação ou translocação do gene SRY (Sex-determinant Region of Y chromosome), do gene DDH (Desert hedgehog homolog), do gene NR5A1 (nuclear receptor subfamily 5, group A, member 1) ou do gene CBX2 (Chromobox 2).

## Sinais e sintomas
Sem testículos há pouca produção de testosterona e Hormônio antimülleriano então o organismo naturalmente desenvolve como genitais uma vagina, útero e trompas de Falópio, porém os ovários não produzem hormônios (estrógeno e progesterona) nem óvulos.
Estas pessoas nascem estéreis e não menstruam (amenorreia), pois não desenvolvem ovários, mas podem engravidar e ter uma vida normal com terapia hormonal de estrógeno e progesterona. As gônadas degeneradas devem ser removidas cirurgicamente pelo risco de formarem gonadoblastomas (tumores benignos) que pode se transformar em um disgerminoma (tumor maligno germinativo).
Pessoas com mutações SF1 podem ter insuficiência adrenal.

## Etimologia
A síndrome foi nomeada em homenagem ao endocrinologista londrino Gerald Swyer em 1955. Disgenesia gonadal significa distúrbio da formação (dis+genesis) das gônadas.

## Tratamento
Cirurgia e terapia de reposição hormonal pode tornar a aparência mais masculina ou mais feminina dependendo do desejado pela pessoa. A Sociedade Intersexo Norte Americana (ISNA) recomenda esperar até que o indivíduo possa decidir sobre as características sexuais que prefere ter, no início da adolescência (10 a 13 anos), antes de fazer cirurgia ou tratamento hormonal. Caso o paciente se interesse existem grupos de apoio psicológico para pessoas intersexo na internet e em alguns países.
A síndrome Swyer é tratada com terapia de reposição hormonal de estrógeno e progesterona, normalmente iniciada a partir da puberdade. Além de ajudar com o desenvolvimento normal das características sexuais secundárias femininas, a terapia de reposição hormonal também pode ajudar a prevenir a perda óssea (osteoporose) e proteger o coração mais tarde durante a vida. 
As gônadas disfuncionais geralmente são removidos cirurgicamente, porque possuem um risco elevado (20 a 30%) de formar tumores benignos (gonadoblastoma) e malignos (disgerminoma).
Embora as pessoas com síndrome Swyer não produzam óvulos, podem engravidar e levar a termo óvulos doados.